# Спокен (Луїзіана)
Спокен (англ. Spokane) — переписна місцевість (CDP) в США, в окрузі Конкордія штату Луїзіана. Населення — 378 осіб (2020).

## Географія
Спокен розташований за координатами 31°41′35″ пн. ш. 91°27′19″ зх. д. / 31.69306° пн. ш. 91.45528° зх. д. (31.693041, -91.455222).  За даними Бюро перепису населення США в 2010 році переписна місцевість мала площу 14,93 км², з яких 6,11 км² — суходіл та 8,83 км² — водойми.

## Демографія
Згідно з переписом 2010 року, у переписній місцевості мешкали 442 особи в 217 домогосподарствах у складі 153 родин. Густота населення становила 30 осіб/км².  Було 496 помешкань (33/км²).
Расовий склад населення:
| - 93,7 % — білих - 4,1 % — чорних або афроамериканців - 0,2 % — азіатів |

До двох чи більше рас належало 1,8 %. Частка іспаномовних становила 0,2 % від усіх жителів.
За віковим діапазоном населення розподілялося таким чином: 9,5 % — особи молодші 18 років, 59,7 % — особи у віці 18—64 років, 30,8 % — особи у віці 65 років та старші. Медіана віку мешканця становила 58,6 року. На 100 осіб жіночої статі у переписній місцевості припадало 96,4 чоловіків;  на 100 жінок у віці від 18 років та старших — 97,0 чоловіків також старших 18 років.
Середній дохід на одне домашнє господарство  становив 132 263 долари США (медіана — 78 403), а середній дохід на одну сім'ю — 115 995 доларів (медіана — 102 593). За межею бідності перебувало 7,9 % осіб, у тому числі 0,0 % дітей у віці до 18 років та 11,3 % осіб у віці 65 років та старших.
Цивільне працевлаштоване населення становило 114 осіб. Основні галузі зайнятості: освіта, охорона здоров'я та соціальна допомога — 25,4 %, оптова торгівля — 16,7 %, мистецтво, розваги та відпочинок — 14,9 %, сільське господарство, лісництво, риболовля — 13,2 %.